# Megaphobema velvetosoma
Megaphobema velvetosoma là một loài nhện trong họ Theraphosidae.
Loài này thuộc chi Megaphobema. Megaphobema velvetosoma được Joachim Schmidt miêu tả năm 1995.

## Hình ảnh

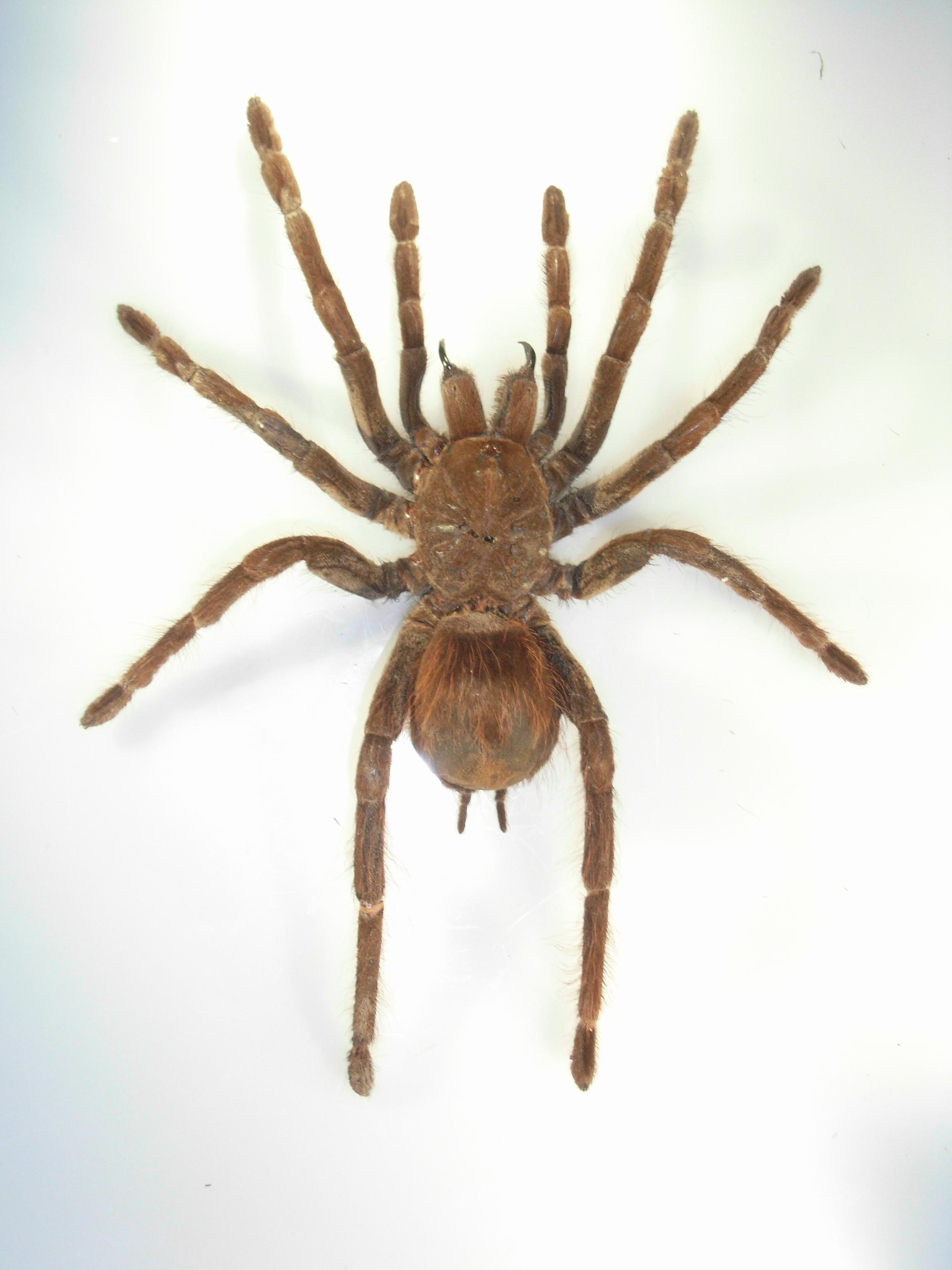